# 托雷布鲁纳
托雷布鲁纳（義大利語：Torrebruna），是意大利基耶蒂省的一个市镇。总面积23平方公里，人口990人，人口密度43.0人/平方公里（2009年）。ISTAT代码为069093。